# Mojorejo (Kawedanan)
Mojorejo is een bestuurslaag in het regentschap Magetan van de provincie Oost-Java, Indonesië. Mojorejo telt 1949 inwoners (volkstelling 2010).